# アンシェヌマン
アンシェヌマン（仏: enchaînement）はフランス語において複数の語が連鎖した場合に、語末子音が直後の語頭母音と結びつき、一体化して発音される調音現象。一体化した語末子音と語頭母音は一音節を構成するので、語の区切りと音節の区切りが一致しなくなる。

## 例
- 動詞 "avoir"（英語の have に相当）の直説法現在三人称単数の活用 "il a" および "elle a" は、「イル・ア」「エル・ア」ではなく「イラ」「エラ」と発音される。
- 名詞 "amie"（女性の友人）に不定冠詞 "une" を付した "une amie" は、「ユヌ・アミ」ではなく「ユナミ」と発音される。
- 複合語 "arc-en-ciel"は、「アルク アン シエル」ではなく、「アルカンシエル」と発音される。また、"Aix-en-Provence"は「エクス アン プロヴァンス」ではなく、「エクサンプロヴァンス」と発音される。

## アンシェヌマンとリエゾンとの違い
先行する語の語末子音と後続する語の語頭母音が連結して1音節を作る点は同じであるが、先行語を単独で発音する場合に、語末の子音字を発音するのがアンシェヌマン、発音しないのがリエゾンである。
- アンシェヌマン：　il a（イラ）に対し、il 単独なら「イル」。lは発音される。
- リエゾン：　vous aimez（ヴゼメ）に対し、vous 単独なら「ヴ」。sは発音されない。